# Sampledelia
La sampledelia o sample-delia è un genere di musica elettronica che si ispira alle modalità di registrazione della psichedelia degli anni sessanta. La sampledelia sfrutta campionamenti alterati attraverso tecniche come il taglio, il loop o il timestretching e che sono stati definiti "disorientanti" e "deformanti la percezione". Le tecniche "sampledeliche" vengono applicate prevalentemente in stili di musica elettronica e hip-hop, come il trip hop, la jungle, il post-rock e la plunderphonics.

## Storia

### Antecedenti e origini
Esistono diversi antecedenti della sampledelia. Fra questi vi sono le tecniche del turntablism e dello scratch, che videro fra i loro pionieri gli artisti di musica da ballo e dub degli anni sessanta. Il critico Simon Reynolds afferma che le prime tecniche di campionamento furono utilizzate da artisti rock come Brian Eno, Kate Bush e Peter Gabriel (questi ultimi due si servivano del costoso CMI Fairlight). Un album che viene considerato una pietra miliare della sampledelia è My Life in the Bush of Ghosts, pubblicato nel 1981 da Eno e David Byrne. Tuttavia, si ritiene che la sampledelia avesse avuto origine con il diffondersi di campionatori relativamente economici come l'E-mu Emulator e l'Ensoniq Mirage, che erano frequentemente adottati dai primi produttori di musica hip hop. Secondo la studiosa Joanna Teresa Demers, i pionieri della techno della seconda metà degli anni ottanta si servivano di campionatori economici per incorporare sample "non referenziali" nella loro musica.

### Anni 1980

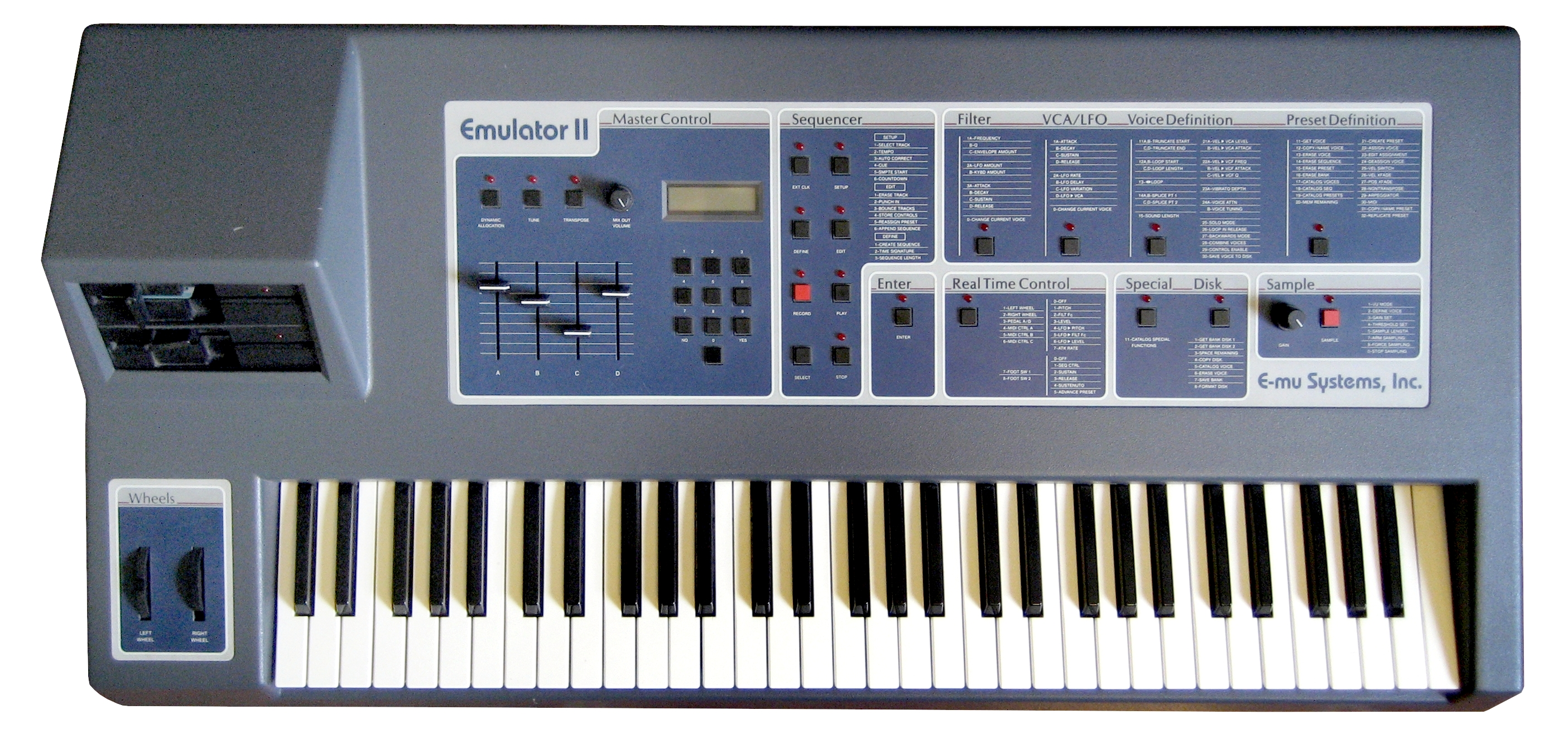
L'E-mu Emulator II (1984) fu uno dei primi campionatori digitali ed era spesso usato dai primi produttori di musica hip hop.

Il campionamento veniva adottato seguendo l'approccio tipico dei DJ hip-hop da artisti come i Mantronix, Eric B. & Rakim e gli Art of Noise. Progetti musicali britannici attivi dal 1987 fra cui i Coldcut, i MARRS e i S'Express fondevano hip hop e house sfruttando montaggi sonori e breakbeat. Album hip hop della fine del decennio come It Takes a Nation of Millions to Hold Us Back (1988) dei Public Enemy, 3 Feet High and Rising (1989) dei De La Soul e Paul's Boutique (1989) dei Beastie Boys esemplificarono la produzione di musica sampledelica con i loro campionamenti tratti da suoni disparati prima che la promulgazione della legge sul copyright ponesse dei vincoli sull'uso di fonti sonore pre-registrate. Nel 1985 John Oswald coniò il termine "plunderphonics" riferendosi a una tecnica di campionamenti e "pratica autocosciente" che mette in discussione le nozioni di originalità, identità e "morte dell'autore".

### Anni 1990
Con il diffondersi dei computer durante gli anni novanta, gli artisti iniziarono a costruire sample attraverso lo "spazio virtuale" dei dischi rigidi. I primi artisti che componevano musica costruita su campionamenti presentava citazioni palesi di brani di altri autori e veniva a volte accusata di violazione di copyright. Tuttavia, negli anni novanta, gli artisti iniziarono a distorcere le fonti sonore presenti nella loro musica per evitare ripercussioni legali. Secondo il teorico Kodwo Eshun, le tecniche sampledeliche erano utilizzate da artisti come Tricky, gli Ultramagnetic MCs, RZA dei Wu-Tang Clan e i Gravediggaz. Formazioni degli anni novanta come i Position Normal e i Saint Etienne utilizzarono campionamenti tratti da dimenticate fonti della cultura inglese. Album come Throbbing Pouch (1995) di Wagon Christ ed Endtroducing..... (1996) di DJ Shadow vengono considerati altre importanti pubblicazioni di sampledelia. Gli australiani The Avalanches approfondirono la formula sampledelica di DJ Shadow nel loro album Since I Left You (2000).

## Caratteristiche
La sampledelia include un insieme di stili musicali che sfruttano i campionatori per manipolare e riprodurre suoni generalmente tratti da vari contesti familiari o fonti straniere. La sampledelia sfrutta il taglio, il loop, il time-stretching, l'uso di suoni trovati e frequenti alterazioni del timbro di suoni pre-esistenti. Gli artisti spesso uniscono fra loro frammenti musicali di diverse fonti ed epoche, enfatizzando il ritmo, il rumore e la ripetizione rispetto allo sviluppo melodico e armonico convenzionale. I campioni musicali possono essere utilizzati sia per le loro possibilità musicali che per le loro associazioni culturali.
Secondo il critico Simon Reynolds, la musica campionata approfondisce i metodi di registrazione della psichedelia degli anni sessanta, epoca in cui gli artisti abbandonarono le tecniche di registrazione "naturalistiche" a favore di tecniche ed effetti sonori che non potevano essere ottenuti durante i concerti. Reynolds identifica due principali correnti di artisti sampladelici: postmodernisti e modernisti. Se i primi utilizzano i campionamenti al fine di citare direttamente l'opera da cui sono tratti seguendo lo spirito del collage e della pop art (come ad esempio John Oswald), i secondi preferiscono adottare le tecniche di manipolazione e trasformazione sonora proprie della musica concreta (fra questi artisti vi sarebbero, ad esempio, A Guy Called Gerald, Techno Animal e The Young Gods). Il teorico Kodwo Eshun asserì che la sampledelia è una sorta di mitologia in cui "i suoni si sono staccati dalle fonti [e] si sono sostituiti al mondo", inducendo un'esperienza di "diffamiliarizzazione sintetica".